# Reprezentacja Macedonii Północnej w piłce ręcznej mężczyzn
Reprezentacja Macedonii Północnej w piłce ręcznej mężczyzn – narodowy zespół piłkarzy ręcznych Macedonii Północnej. Reprezentuje swój kraj w rozgrywkach międzynarodowych.

## Turnieje

### Udział wmistrzostwach świata
| Rok  | Wynik | Źródło |
| ---- | ----- | ------ |
| 1993 | –     |        |
| 1995 | –     |        |
| 1997 | –     |        |
| 1999 | 18.   |        |
| 2001 | –     |        |
| 2003 | –     |        |
| 2005 | –     |        |
| 2007 | –     |        |
| 2009 | 11.   |        |
| 2011 | –     |        |
| 2013 | 14.   |        |
| 2015 | 9.    |        |
| 2017 | 15.   |        |
| 2019 | 15.   |        |
| 2021 | 23.   |        |
| 2023 | 27.   |        |

### Udział wmistrzostwach Europy
| Rok  | Wynik | Źródło |
| ---- | ----- | ------ |
| 1994 | –     |        |
| 1996 | –     |        |
| 1998 | 12.   |        |
| 2000 | –     |        |
| 2002 | –     |        |
| 2004 | –     |        |
| 2006 | –     |        |
| 2008 | –     |        |
| 2010 | –     |        |
| 2012 | 5.    |        |
| 2014 | 10.   |        |
| 2016 | 11.   |        |
| 2018 | 11.   |        |
| 2020 | 15.   |        |
| 2022 | 22.   |        |